# Mapusa
Mapusa este un oraș în India.